# Élections municipales botswanaises de 2024
 (décembre 2024).
Si vous disposez d'ouvrages ou d'articles de référence ou si vous connaissez des sites web de qualité traitant du thème abordé ici, merci de compléter l'article en donnant les références utiles à sa vérifiabilité et en les liant à la section « Notes et références ».
Les élections municipales botswanaises de 2024 ont lieu le 30 octobre 2024 au Botswana, afin de renouveler les 609 sièges de conseillers municipaux au scrutin uninominal majoritaire à un tour.